# Kylmäkoski kyrkosamhälle
Kylmäkoski kyrkosamhälle (finska: Kylmäkosken kirkonseutu) är en tätort (finska: taajama) i Ackas stad (kommun) i landskapet Birkaland i Finland. Fram till 2010 var Kylmäkoski kyrkosamhälle centralorten för tidigare Kylmäkoski kommun. Vid tätortsavgränsningen den 31 december 2021 hade Kylmäkoski kyrkosamhälle 648 invånare och omfattade en landareal av 2,44 kvadratkilometer.
I orten ligger Kylmäkoski kyrka.